# ティモシー・ピカリング
ティモシー・ピカリング（英語: Timothy Pickering, 1745年7月17日 - 1829年1月29日）は、アメリカ合衆国の軍人、政治家。ジョージ・ワシントンおよびジョン・アダムズ大統領の下で1795年から1800年まで国務長官を務めた。

## 生い立ちと初期の経歴
マサチューセッツ州セーラムで、ディーコン・ティモシーとメアリー・ウィンゲート・ピカリング夫妻の間に生まれた。9人兄弟の1人で、兄にはマサチューセッツ州下院議長を務めたジョン・ピカリングがいた。ピカリングはセーラムの学校に通い、1763年にハーバード大学を卒業した。セーラムの牧師、ウィリアム・ベントリーはピカリングについて「彼は若い頃から、町の人々から激しやすく強情であると言われていた。」と綴っている 。
ハーバードを卒業した後、ピカリングはセーラムに戻り町の書記およびエセックス郡の登記官であるジョン・ヒギンソンの元で働き始めた。1768年にマサチューセッツの法曹界に認められ、1774年にはヒギンソンの後を継いで登記官となった。その後間もなくセーラム代表としてマサチューセッツ州議会に選任され、エセックス郡裁判所の判事となる。1776年4月8日、彼はセーラム出身のレベッカ・ホワイトと結婚した。
1766年1月、ピカリングはエセックス郡民兵の中尉に任命された。3年後には大尉に昇進する。1769年にエセックス・ガゼット紙に兵士の訓練術を発表した。これらは纏められ、1775年に「An Easy Plan for a Militia」として出版された。この本はフォン・シュトイベン男爵の「アメリカ合衆国軍の規律と統制に関する規則」に取って代わられるまで、大陸軍の教則本として使用された。

## 政治経歴
アメリカ独立戦争で独立を志向する愛国者に対して反対の立場を取った。しかし1777年にはジョージ・ワシントン将軍の申し入れを受け大陸軍の軍務局長として戦争の後半には補給を指揮し、広く賞賛された。
彼はペンシルベニア州の開拓地に投機を行ったが二度失敗した。一度目の失敗の後、ワシントン大統領はピカリングをイロコイ族担当の最高責任者に任命し、続いて1791年には郵政長官に任命した。彼は1795年まで郵政長官、陸軍長官を1795年の短期間、国務長官を1795年から1800年まで務め、内閣に9年間在職した。
フランスとの和解交渉に関してピカリングはアダムズ大統領と口論となり、1800年5月に国務長官を解任された。彼は連邦党から1803年にマサチューセッツ州代表の上院議員として選出された。1811年に上院選に落選するが、翌年下院議員に選出された。彼は同職を1816年まで務めた。ピカリングの議会経歴は、ニューイングランド脱退運動でのリーダーシップが最も有名である。
ピカリングは1816年に再選されなかった後、セーレムに帰り1829年に死去するまで農民として暮らした。

## 参照
1. ↑  メアリー・ピカリング（ティモシーの姉）はセーラム議会議長のダドリー・レービットと結婚した（セーラムのレービット通りはレービットに因んで命名された。）。ストラサム生まれでハーバード大学を卒業したレービットは、1762年に42歳で死去した。メアリー・ピカリング・レービットはマサチューセッツ州最高裁判所判事のナサニエル・ピーズリー・サージェントと再婚した。メアリー・ピカリングの娘エリザベス・ピカリング・レービットはセーラムの商人、ウィリアム・ピックマンと結婚した。
2. ↑  The Diary of William Bentley, D.D., Pastor of the East Church, Salem, Massachusetts, 4 vols. (Gloucester, Mass.: Smith, 1962), 3:352.
3. ↑  Octavius Pickering and Charles W. Upham, The Life of Timothy Pickering, 4 vols. (Boston: Little Brown, 1867-73), 1:7-15, 31.
4. ↑  Pickering and Upham, Life of Timothy Pickering, 1:85.
5. ↑  Garry Wills (2003). “Before 1800”. Negro President: Jefferson and the Slave Power. Houghton Mifflin Company. pp. 20–21. ISBN 0618343989